# Château de Cuxous
Le château de Cuxous, sur la commune de Cassagnes, dans le département français des Pyrénées-Orientales, est un château construit entre les XIe et XIIIe siècles.

## Localisation
Le château de Cuxous est situé au nord-est du village de Cassagnes, au sein du hameau de Cuxous.

## Historique
Bien que mentionné pour la première fois en 1119, le style architectural de certains éléments des murs nord et ouest du château, en opus spicatum, permet de le faire remonter jusqu'au XIe siècle. L'édifice sera ensuite remanié au XIIIe siècle puis, beaucoup plus tard aux XVIIIe et XXe siècles.
Le château de Cuxous fait l'objet d'une inscription des monuments historiques depuis le 31 mai 1996.

## Architecture
Originellement constitué de quatre bâtiments en carré disposés autour d'une cour intérieure, toutes les façades dirigées vers l'extérieur n'avaient aucune fenêtre, afin d'assurer une meilleure défense.
L'église Saint-Cyprien de Cuchous est située à proximité.